# Gare de La Seyne – Six-Fours
Gare de La Seyne - Six-Fours – stacja kolejowa w La Seyne-sur-Mer, w departamencie Var, w regionie Prowansja-Alpy-Lazurowe Wybrzeże, we Francji.
Została otwarta 1859 roku przez Compagnie des chemins de fer de Paris à Lyon et à la Méditerranée (PLM). Jest stacją Société nationale des chemins de fer français (SNCF), obsługiwaną przez pociągi regionalne TER Provence-Alpes-Côte d’Azur.